# Kjell Rasmusson
Kjell Martin Rasmusson, född 19 maj 1912 i Malmö, död 8 april 1987 i Höganäs, var en svensk trafikflygare och militär (överste).

## Biografi
Rasmusson genomgick reservofficersutbildning med examen 1935. Han var anställd som trafikflygare vid AB Aerotransport 1936–1939. När andra världskriget bröt ut 1939 återvände han till Flygvapnet, där han utnämndes till löjtnant 1940. Han befordrades till kapten 1943, till major 1950, till överstelöjtnant 1954 och till överste 1961. Rasmusson var verksam som flyglärare och kadettofficer; i ett av hans ansvarsområden som lärare ingick utbildningen av silverflygarna. Efter krigsslutet var han lärare vid Flygkrigshögskolan (FKHS) 1945–1955. Rasmusson utnämndes till flottiljchef vid Jämtlands flygflottilj (F 4) 1962 och var chef för Skånska flygflottiljen (F 10) 1966–1969. Han var verksam som generalsekreterare vid Kungliga svenska aeroklubben 1970–1972. Rasmusson är begravd på Donationskyrkogården i Helsingborg.

## Utmärkelser
- Riddare av Svärdsorden, 1950.[1]
- Kommendör av Svärdsorden, den 4 juni 1965.[2]
- Kommendör av första klass av Svärdsorden, den 6 juni 1969.[3]